# 于小雨
于小雨（1996年或1998年1月2日－）生于北京，是一名中国花样滑冰双人滑运动员。她和搭档张昊曾获得2016–17赛季国际滑冰联盟花样滑冰大奖赛总决赛亚军和2017年亚洲冬季运动会花样滑冰双人滑冠军。